# دریاچه نووزرو
دریاچه نووزرو (انگلیسی: Lake Novozero) یک دریاچه در استان ولوگدای کشور روسیه است.